# Resurrezione di Lazzaro (Caravaggio)
Resurrezione di Lazzaro è un dipinto di Caravaggio, in olio su tela (380x275 cm), realizzato nel 1609. L'opera è conservata al Museo Regionale di Messina. Raffigura l'episodio del Vangelo di Giovanni, 11, 1-44.

## Storia
Trasferitosi a Messina, dopo essere fuggito dalle prigioni maltesi e sbarcato a Siracusa, Caravaggio nel 1609 ricevette dal ricco mercante genovese Giovanni Battista de' Lazzari l'ordine per l'esecuzione di una pala per la cappella maggiore della chiesa dei Padri Crociferi, detta anche dei Ministri degli Infermi.
Secondo Francesco Susinno, biografo settecentesco dei pittori messinesi, scegliendo La Resurrezione di Lazzaro come soggetto dell'opera il committente avrebbe voluto alludere al suo casato. Susinno narra di come il Caravaggio avrebbe preso a rasoiate la tela della Resurrezione di Lazzaro, offeso dalle critiche con cui il pubblico l'aveva accolta. Di questa prima versione, sostituita secondo la leggenda da un'altra realizzata a tempo di record dallo stesso Caravaggio, non è rimasta alcuna traccia ed è probabile che si tratti di una fantasiosa invenzione del biografo, suggerita forse dal fatto che, essendo tutta la parte superiore del dipinto molto scura e vuota, l'opera è sembrata il frutto di un'esecuzione avvenuta in gran fretta, al punto da lasciare incompiute, o con l'apparenza di esserlo, alcune sue parti.
Di questa tela si parla anche ne Le vite de' pittori, scultori et architetti moderni di Giovanni Pietro Bellori (1613-1696):
Il pittore stesso si sarebbe autoritratto in quest'opera come l'uomo con le mani giunte dietro l'indice di Cristo.
Il realismo è sconvolgente: Lazzaro, obbedendo al gesto di un Cristo in penombra e quasi minaccioso nella sua imponenza, viene investito in pieno dalla salvifica luce divina che, come corrente elettrica, ne scioglie i muscoli irrigiditi dalla morte e gli ridona la vita; nell'atto di rinascere, egli stira le braccia mimando il gesto allusivo della croce.
Osservando per bene il dipinto, viene subito in mente la Vocazione di San Matteo dipinta qualche anno prima per la chiesa di San Luigi dei Francesi a Roma: anche qui come allora, infatti, la luce è il simbolo della Grazia. Ma mentre nella tela romana la luce era diretta e creava contorni netti, qui è più soffusa e guizzante, creando un effetto di maggiore drammaticità. Per questo, il dipinto è uno dei più rappresentativi degli ultimi anni di Caravaggio, dedicati ad una maggiore sperimentazione sulla luce, tendente ormai a "cancellare" i personaggi.